# Tommy Bolin
Tommy Bolin (Sioux City, 1 de agosto de 1951 — Miami, 4 de dezembro de 1976) foi um guitarrista e compositor estadunidense de rock, mais conhecido por suas passagens em grupos como James Gang (1973 - 1974) e Deep Purple (1975 - 1976), e também por sua carreira solo.

## Biografia
Desde cedo, Tommy Bolin mostrou interesse pela música, sendo a bateria o primeiro instrumento que aprendeu a tocar, passando logo depois para o piano, e finalmente para a guitarra.
Iniciou sua carreira profissional num grupo chamado Zephyr, onde participou de dois discos, Zephyr (1969) e Going Back to Colorado (1971). Logo depois, inspirado pelo jazz fusion de grupos como Mahavishnu Orchestra e Weather Report, montou uma banda chamada Energie, que não chegou a gravar nenhum disco, mas serviu para chamar a atenção do influente baterista Billy Cobham, que convidou Tommy para tocar no seu disco Spectrum (1973), obra esta que acabou se tornando uma das mais importantes do estilo.
Em seguida, Tommy foi chamado para substituir o guitarrista estadunidense Joe Walsh no James Gang, com o qual gravou os discos Bang (1973) e Miami (1974), deixando a banda em 1974 para atender o convite para substituir o guitarrista Ritchie Blackmore no Deep Purple, que saiu da banda em 1975.

o disco Come Taste the Band, de 1975. Bolin é o primeiro da esquerda para direita.

Com o Deep Purple, Bolin grava apenas um disco de estúdio, Come Taste The Band (1975), ao lado do vocalista David Coverdale, do baixista e vocalista Glenn Hughes, do tecladista Jon Lord e do baterista Ian Paice. O disco marca uma mudança na sonoridade da banda, com influência clara do som suingado de Bolin e do baixista e vocalista Hughes, o que não agradou a parte dos fãs do conjunto. Ainda em 1975, lança o seu primeiro disco solo, Teaser, em que mostra todo o seu talento e perícia na guitarra.
O Deep Purple, em sua primeira parte da carreira, encerra suas atividades em 15 de março de 1976 com o derradeiro show no Empire Theatre em Liverpool. Assim, Bolin seguiu em carreira solo, lançando mais um disco, chamado Private Eyes (1976), e excursiona com sua banda de apoio, composta por ex-integrantes de bandas como Vanilla Fudge, Rare Earth e Mahavishnu Orchestra para promovê-lo.
Tragicamente, a tão promissora carreira de Bolin é interrompida no dia 4 de dezembro de 1976, um sábado, quando foi encontrado morto em um quarto de hotel em Miami, vítima de overdose, logo após abrir para um show do guitarrista Jeff Beck. Em sua necropsia, foram encontrados traços de heroína, cocaína, lidocaína, morfina e álcool.

## Discografia Solo
Após a morte de Bolin, foram lançadas inúmeras coletâneas, algumas com material inédito. Abaixo foram selecionadas duas, além de seus discos solo.
- Teaser (1975)
- Private Eyes (1976)
- The Ultimate... (2CD, 1989)
- Snapshot (1999)

## Tributos
Em 1999, seu amigo e ex-colega de Deep Purple, o baixista e vocalista Glenn Hughes, embarcou em uma turnê tributo passando por 4-5 cidades, no estado norte-americano do Texas. O irmão de Bolin, Johnnie (da banda Black Oak Arkansas) tocava bateria, e Rocky Athas e Craig Erickson tocavam guitarra. No setlist, um apanhado geral da carreira de Bolin.
Em 2010, vários artistas bem conhecidos se reuniram para criar um álbum tributo à Bolin, intitulado "Mister Bolin’s Late Night Revival", uma compilação de 17 faixas inéditas escritas pelo próprio Tommy Bolin. O CD tem contribuições de HiFi Superstar, Doogie White, Eric Martin (Mr. Big), Troy Luccketta, Jeff Pilson, Randy Jackson, Rex Carroll, Rachel Barton, Derek St. Holmes, Kimberley Dahme, e The 77. Uma porcentagem das vendas provenientes deste projecto, irá beneficiar os Centros de Recuperação Jackson.